# 포켓몬스터 스칼렛·바이올렛
《포켓몬스터 스칼렛》과 《포켓몬스터 바이올렛》은 게임 프리크가 개발하고 닌텐도와 포켓몬 컴퍼니가 배급한 2022년 롤플레잉 비디오 게임이다. 《포켓몬스터》 비디오 게임 시리즈의 첫 번째 9세대 제품군으로, 닌텐도 스위치 플랫폼으로 2022년 11월 18일 발매됐다.
게임의 무대는 이베리아반도에 기반한 가상의 '팔데아' 지방으로, 주인공은 아카데미의 재학생으로서 '보물찾기' 학습활동에 참가해 모험을 하는 이야기를 다룬다. 오픈 월드 게임플레이 시스템을 도입해 도심 지역과 포켓몬 서식지 간에 구분없이 이동할 수 있는 것이 특징이며, 최대 3명의 타 플레이어와 함께 협동 플레이를 할 수 있다. 플레이어는 일인용 스토리 모드에서 총 세 가지의 이야기들을 자유로운 순서로 진행할 수 있다. 《스칼렛》 및 《바이올렛》에는 신포켓몬 103마리와 새 리전폼 2종, 그리고 포켓몬이 특수한 테라타입으로 변신할 수 있는 '테라스탈'을 도입했다.
《스칼렛》과 《바이올렛》은 비디오 게임 언론에서 복합적인 평가를 받았다. 오픈 월드 무대와 게임 내 이야기의 완성도는 호평을 받았으나, 출시 당시 그래픽을 포함한 기술적인 문제들은 혹평을 받았다. 출시 첫 3일만에 양 판 총합 판매량이 1천만 장을 돌파하면서 닌텐도 게임 사상 최고의 출시기록을 갱신했으며, 2023년 9월 기준 판매량이 2323만 장을 기록했다.
2023년, 두 제품에 대응되는 유료 다운로드 가능 확장팩 《제로의 비보》가 배포돼 전편 〈벽록의 가면〉이 9월 13일, 후편 〈남청의 원반〉이 12월 14일 출시됐다.

## 배경
《포켓몬스터 스칼렛·바이올렛》의 무대는 팔데아 지방으로 실제 이베리아반도에 기반한 지역이다.

## 개발 및 출시
《포켓몬스터 스칼렛·바이올렛》은 2022년 2월 27일자 포켓몬 프레젠츠에서 부분실사 트레일러 형태로 처음 공개됐다.

## 다운로드 컨텐츠
2023년 2월 27일자 포켓몬 프레젠츠에서 2부 분량의 다운로드 가능 확장팩(DLC) 《제로의 비보》가 공개됐다. 전편 〈벽록의 가면〉은 2023년 9월 13일, 후편 〈남청의 원반〉은 2023년 12월 14일 출시됐다. 해당 DLC을 통해 본편에 등장하지 않은 포켓몬 230종 이상이 추가됐으며 차데스같은 신 포켓몬이 소개됐다.
〈벽록의 가면〉는 모모타로 전설에 기반한 장으로 플레이어는 학교견학을 통해 북신지방의 축제에 참가하고 지방설화에 대한 비밀을 푼다. 〈남청의 원반〉는 본편 이야기 결말 후에만 플레이 가능하며, 오렌지/그레이프 아카데미의 자매학교 블루베리 아카데미에 교환학생으로서 학습활동을 하고 에리어제로를 재방문한다.

## 반응

### 평론
《포켓몬스터 스칼렛·바이올렛》은 리뷰 애그리게이터 웹사이트 메타크리틱에서 양 버전 모두 "복합적 및 평균적인 평가"를 받았다.

### 흥행
포켓몬 컴퍼니의 보고에 따르면 《포켓몬스터 스칼렛·바이올렛》은 비디오 게임 시리즈 역사상 가장 높은 예약판매량을 기록했다. 출시 3일 만에 일본 내 판매량 405만 장을 포함해 전세계 판매량이 1천만 장 이상을 기록하면서 닌텐도 게임 역사상 동기간 내에 가장 많이 팔린 게임이 됐다. 이는 콘솔 독점 게임 역사상 가장 성공적인 발매기록이었다.

## 참조

### 내용주
1. ↑  영어: Pokémon Scarlet, 일본어: ポケットモンスター スカーレット
2. ↑  영어: Pokémon Violet, 일본어: ポケットモンスター バイオレット